# اشبورو (ایندیانا)
اشبورو (به انگلیسی: Ashboro) یک منطقهٔ مسکونی در ایالات متحده آمریکا است که در شهرستان کلی، ایندیانا واقع شده‌است. اشبورو ۱۸۵٫۹۳ متر بالاتر از سطح دریا واقع شده‌است.